# Ханс Кристоф Шенк фон Щауфенберг
Ханс Кристоф Шенк фон Щауфенберг (на немски: Hans Christof Schenk von Stauffenberg; * 1559; † 11 май 1638) е от линията „Амердинги“ на швабския стар благороднически род Шенк фон Щауфенберг във Вилфлинген.
Той е син на Албрехт Шенк фон Щауфенберг († 19 август 1593) и първата му съпруга Катарина фон Клозен († 1571), дъщеря на Ханс Кристоф фон Клозен († 1549) и Анна фон Ландау († 1545). Баща му се жени втори път за Вероника Фогт фон Алтен-Зумерау-Прасберг. Талка той е полубрат на Йохан Вилхелм Шенк фон Щауфенберг (1573 – 1644).

## Фамилия
Ханс Кристоф Шенк фон Щауфенберг се жени за Маргарета фон Хоенек († 18 януари 1594). Те имат един син, който умира с майка си при раждането::
- Дитрих Шенк фон Щауфенберг (* 18 януари 1594; † 18 януари 1594)

Ханс Кристоф Шенк фон Щауфенберг се жени втори път за Барбара фон Есендорф (+ 1612). Бракът е бездетен. Ханс Кристоф Шенк фон Щауфенберг се жени трети път на 5 август 1613 г. за Мария фон Лаубенберг († 31 май 1632), дъщеря на Ханс фон Лаубенберг и Анна фон Бубенхофен. Бракът е бездетен.